# Valda Valkyrien
Valda Valkyrien (født Adele Eleonore Freed; 30. september 1895 i Reykjavik – 22. oktober 1956 i Los Angeles) var en dansk filmskuespillerinde og primaballerina. Under kunstnernavnet Valda Valkyrien dansede hun i Det Kongelige Teaters ballet, et af Europas ældste balletensembler, (grundlagt i 1748), fra 1912. Antagelig var det den danske kong Frederik VIII, som gav hende kunstnernavnet, som hun sidenhen brugte, idet han omtalte henne som "den smukkeste pige i mit kongerige".
I denne periode medvirkede hun også i mindst seks film for Nordisk Film. En af disse, filmen Den stærkeste, var produceret i samarbejde mellem Danmark og USA og blev også vist i USA under navnet Vanquished af Great Northern Film Company, den amerikanske afdeling af Nordisk Film.  Dette førte hende til USA, hvor hun fik kontrakt med David Horsleys filmstudie og indspillede sin første film der: Baroness Film Series. Siden skiftede hun til Thanhouser Company, hvor hun spillede med i The Valkyrie, en film om nordisk mytologi. Den blev en succes, og i 1916 underskrev hun en kontrakt med Fox for flere film. Men allerede efter en enkelt film gik det galt med forholdet til Fox, og hun gik tilbage til Thanhouser. Hendes sidste film, den antikommunistiske film Bolshevism on Trial, blev indspillet i 1919.  
Fra 1914 til 1919 var hun gift med den danske baron Hrolf von Dewitz. De fik en søn, Arden von Dewitz (1915), som blev en kendt maler. I et nyt ægteskab med industrimanden Robert Stuart Otto fra New York fik hun datteren Jean Otto. Hun flyttede til Hollywood i 1927 i håb om at genoptage sin karriere som skuespillerinde, men det lykkedes ikke. Hun blev alligevel boende dér, til hun døde i Los Angeles i 1956 efter et længere sygeleje. Hun blev begravet på "Forest Lawn Memorial Park Cemetery" i Glendale, Californien.

## Filmografi
- De uheldige Friere (1912)
- Historien om en Moder (1912)
- Frederik Buch som skopudser (1912)
- En stærkere Magt (1912)
- Dødsspring til Hest fra Cirkuskuplen (1912)
- Bagtalelsens Gift (1912)
- Den Stærkeste (Vanquished) (1912)
- Direktørens Datter (1912)
- Hans første Honorar (1912)
- Baroness Film Series (1914)
- Youth (1915)
- The Valkyrie (1915)
- Diana (1916)
- The Hidden Valley (1916)
- The Cruise of Faith (1916)
- The Unwelcome Mother (1916)
- Magda (1917)
- The Crusher (1917)
- The Image Maker (1917)
- Huns Within Our Gates (1918)
- T'Other Dear Charmer (1918)
- Bolshevism on Trial (1919)